# Jury constitutionnaire
 (mai 2010).
Le Jury constitutionnaire (écrit à l'époque « Jurie constitutionnaire ») est une proposition, non retenue, de contrôle de constitutionnalité des lois déposée pendant l'été 1795 par l'abbé Sieyès lors des débats sur la Constitution de l'an III qui fonde le Directoire.
Il vise à instaurer un pouvoir neutre, à vocation politique et juridictionnelle, qui contrôlerait le caractère constitutionnel des lois, et se réserverait le droit de proposer une modification de la constitution
Sieyès présenta son projet lors de deux discours, le 2 et 18 thermidor de l’an III (29 juillet et 5 août 1795), le second modifiant le projet afin de le rendre plus convaincant. 
Bien que l’historiographie ait surtout retenu la solution de jury constitutionnaire de Sieyès, Kersaint avait lui aussi milité pour l’instauration d’un « Tribunal des censeurs » qui aurait pu fonctionner comme une sorte de tribunal des Droits de l’Homme [réf. nécessaire]. 
La proposition fut rejetée, d'une part en raison du légicentrisme dominant à l'époque, et qui refusait donc de limiter la souveraineté populaire s'exprimant via la voie parlementaire, d'autre part en raison d'un rôle similaire joué par le Conseil des Anciens à l'égard du Conseil des Cinq-Cents, qui disposait d'un droit de veto sur les initiatives législatives prises par ce dernier.

## Aperçu
Dans un pays caractérisé par une tradition de refus de se doter d’instruments pour garantir la Constitution et limiter les pouvoirs du législateur - le juge étant censé être la « bouche de la loi » selon la fameuse conception légicentriste de Montesquieu - le projet de Sieyès est novateur. 
Il vise à instaurer un pouvoir neutre, à vocation politique et juridictionnelle, qui contrôlerait le caractère constitutionnel des lois, et se réserverait le droit de proposer une modification de la constitution.
Le projet de Sieyès a évolué au cours des débats, les missions et caractéristiques du jury constitutionnaire se modifiant ainsi au fil de ses discours. L'essentiel de ce projet se retrouve néanmoins dans deux discours, et demeure à l'état d'ébauche.
Sieyès se confronte alors à un problème inédit: comment assurer la pérennité du système politique français, d’un point de vue de la séparation des pouvoirs, et des interactions complexes supposées par la hiérarchie des normes ?
Plusieurs interprétations rivales de ce projet ont été présentées par des historiens du droit tels que Lucien Jaume ou Michel Troper. 

### Il s’impose comme parangon de la lutte anti-absolutisme qui prévaut depuis la révolution de 1789
Le jury constitutionnaire vise à contrôler la conformité des lois par rapport à la constitution, et par extension, à imposer au système politique de respecter la constitution. 
Cette idée de jury constitutionnaire s’inscrit dans un contexte de lutte contre l’arbitraire de l’exécutif, qui était la caractéristique la plus visible, et la plus critiquée, de la monarchie absolue de l’Ancien Régime. 

### Le système établi par la Constitution de l'an III
La Constitution de l'an III défendait un système bicaméral, inspiré du système des contre-pouvoirs des États-Unis. Ce système se caractérisait ainsi :
1. Le Conseil des Cinq-Cents propose les lois.
2. Une autre assemblée, composée de 250 membres, le Conseil des Anciens, adopte ou les rejette.
3. Le pouvoir exécutif est réparti entre 5 directeurs, d’où le nom de directoire, dont les membres sont remplacés un à un tous les ans, par un mode de désignation complexe : le conseil des Cinq-cents soumettait au Conseil des anciens une liste de 10 noms, parmi lesquels ce dernier devait désigner le Directeur.

## L'Exposition raisonnée des droits de l'homme et du citoyen
Dans l’Exposition raisonnée des droits de l’homme et du citoyen [Quand ?], Sieyès affirmait que tout acte constitutionnaire supposait « avant tout un pouvoir constituant ». Il y aurait donc chez Sieyès une dichotomie permanente entre droit positif et droit naturel[réf. nécessaire], qui se retranscrirait de façon systématique dans sa pensée, notamment par sa distinction entre droit constituant et droit constitué [réf. nécessaire]. Il faut donc deux types d’institutions législatives chez Sieyès : 
1. les unes relatives au droit naturel[réf. nécessaire], comme c’est le cas pour le jury constitutionnaire...
2. ... les autres pour le droit positif.

Il y a là bien entendu une relation asymétrique entre les deux institutions. Le droit naturel prévaut sur le droit positif, ce qui insinue que le jury constitutionnaire aurait plus d’importance que les autres organes législatifs du système politique, d’où l’opposition farouche à Sieyès.
Car Sieyès se méfie du pouvoir, qui n'a pas disparu, mais s'est métamorphosé depuis la Révolution. Il est dans la nature du pouvoir de chercher à s'accroître, et donc à transgresser les cadres qu'on lui avait fixés. D'où la nécessité d'instaurer un contrôle constitutionnaire. La proclamation par la loi du respect de la constitution ne suffit pas : une loi doit être appliquée.

### Un concept flou?
Cette proposition novatrice prolonge toutefois certaines critiques liées aux insuffisances des dispositions prises en 1789. Dès 1791, Clermont-Tonnerre dénonce le caractère inefficace des prescriptions légales prises pour la sauvegarde des droits individuels : 
« Il faudrait qu'il y eût un juge qui prononçât s'il y a identité ou contradiction entre la loi et le principe dont on le rapproche, mais ce juge n'existe pas.[réf. nécessaire] »
Il n'y a pas moyen de vérifier a posteriori (après l'élaboration du texte par les organes législatifs compétents) la conformité du texte par rapport aux principes mis en avant par la Constitution. Constitution, qui, pourtant, passe pour un texte à valeur presque sacrée lors de "l'après-1789".
La proposition de Sieyès, qui vise à garantir l'application de la Constitution contre d'éventuelle dérive de l'exécutif et du législatif, s'inscrit dans une critique de la conception de la souveraineté populaire partagée par la plupart des acteurs révolutionnaires, selon lesquels celle-ci s'incarnerait dans l'Assemblée nationale et ne saurait être limitée par le pouvoir judiciaire. Sieyès lutte ainsi contre le légicentrisme, qui critique en retour l'éventualité d'un « gouvernement des juges ».
Selon Lucien Jaume, la conception révolutionnaire de la souveraineté serait, selon Sieyès, trop liée à la monarchie absolue: Jaume parle ainsi d'une « reprise inconsciente qu’en font les Jacobins ». A un système de checks and balances inspiré du fédéralisme américain,  Sieyès préfère un système du «concours », et donc centralisé. A la « volonté », terme employé par Thibaudeau, Sieyès oppose le « besoin ». Son jury constitutionnaire émane en fait d’une vision de délibération de la législation, opposée à une vision reposant sur la souveraineté [réf. nécessaire][Quoi ?].
Théoriquement,  Sieyès envisage un système politique reposant sur trois piliers, l'exécutif, le législatif et le judiciaire. Les deux premiers bénéficient du bon vouloir des constituants. Le système bicaméral offre un pouvoir conséquent au législatif. Les Directeurs ont quant à eux les mains libres pour gouverner. Le statut du troisième pouvoir est ambigu, et représente à ce titre la pierre angulaire de la polémique qui oppose Sieyès aux députés.
En effet, les amendements que James Madison a proposé le 8 juin 1789 à la Constitution des États-Unis sont la principale inspiration de Sieyès. Madison proposait ainsi d'"énoncer les grands droits de l'humanité protégés par la Constitution", soutenus par des tribunaux, les "gardiens de ces droits, qui devront dresser un rempart impénétrable contre les usurpations du pouvoir législatif et exécutif". 
Ce n'est pas l'opinion partagée par le reste du corps politique français. Thouret, rapporteur en août 1791 (titre 1er), estime qu'il est hors de question que les juges -pouvoir judiciaire- puissent tenir tête à l'exécutif et au législatif.

### Remarques
Sieyès avait, avant ces discours, songé à utiliser le terme francisé de jurie constitutionnaire, au lieu de jury, pour essayer de prouver qu'il n'est pas totalement américain dans sa façon de penser les institutions. Cet effet de manche a été par la suite abandonné. Cela montre en revanche qu'il y a une vraie opposition entre les tenants d'un système à l'américaine, et ceux qui préconisent un régime d'abord français dans sa conception.
D'autre part, le jury constitutionnaire apparaît comme un organe centralisateur : c'est une institution à grand pouvoir qui exerce une influence sur les autres institutions, elle ouvre la voie à un pouvoir central. N'est-ce pas contradictoire avec la lutte de Sieyès contre l'absolutisme ? Son jury constitutionnaire s'assimile en effet, bon gré, mal gré, à une institution supérieure au système.

## L'échec du projet de Sieyès
Le discours de Sieyès n'a pas convaincu son auditoire, la Commission des Onze, parmi lesquels figurait Thibaudeau, qui fut le principal opposant à Sieyès.
Avec le décret de la Convention du 14 vendémiaire an III, qui condamne l’application rétroactive d’une loi pénale sur la base de l’article 14 de la Déclaration des droits de l'homme et du citoyen de 1793, c'est l'Assemblée qui devient l’instrument majeur de la garantie des droits. Bien qu’elle agisse sporadiquement pour défendre la constitution, elle n’est pas tenue de le faire.  

### Les limites du projet de jury constitutionnaire
Une opposition fondamentale au projet de Sieyès s’articule autour de la distinction entre deux contrôles de la constitutionnalité : les juristes contemporains distinguaient entre moyens internes et externes afin de contenir les pouvoirs. Or le jury constitutionnaire de Sieyès, corps supra-législatif, est un moyen externe: cet organe exerce une pression coercitive et externe sur le législateur. 
L'appel à la souveraineté populaire afin de contrôler la validité des lois se heurte à plusieurs limites : 
- Les masses sont loin d’être à même de fournir un avis suffisamment raisonné pour des questions de cette ampleur, et une telle démarche provoquerait un désordre public néfaste à l’action du gouvernement dans son ensemble. La plupart des révolutionnaires inclinent alors vers le suffrage censitaire plutôt qu'universel, ce qui conduira à la distinction entre citoyens actifs et passifs, prônée par Sieyès lui-même. Tous les êtres humains ne sont pas jugés capables et/ou dignes d'exercer des pouvoirs civiques.
- En ce qui concerne un corps institué au-dessus des pouvoirs publics, pour examiner la conformité ou non de leurs actes par rapport à la constitution, rien ne garantit que le jury constitutionnaire sera conforme lui-même aux principes de la constitution. Qui peut exercer de l’influence, qui peut réprimer le jury constitutionnaire ?

Conséquence : le jury constitutionnaire devient inutile : on résout le problème de conformité à la constitution pour les deux assemblées formant le corps législatif, mais le problème demeure pour le jury constitutionnaire, qui selon la conception de Sieyès a des pouvoirs plus importants que les deux institutions législatives. On ne fait que reculer la difficulté d’un degré de plus. 
Ainsi, pour Thibaudeau: « La bonté des résultats, en politique comme en mécanique, est en raison inverse de la multiplicité des ressorts qu’on emploie » .
Par ailleurs, le Conseil des anciens remplit déjà à peu près le rôle du jury constitutionnaire : il possède un droit de véto absolu. Le conseil des cinq cents – qui lui seul a le droit de proposer les lois, car c’est dans ce corps que réside le principe du mouvement et de l’action du corps législatif,– reçoit l’approbation ou non du conseil des anciens, qui accepte ou rejette un projet de loi. Étant donné qu’il est en droit de rejeter, le rejet en lui-même est conforme à la constitution, et ne peut donc être empêché.
Sieyès donne le droit au Directoire exécutif de réclamer en inconstitution, mais on peut s’interroger sur l’utilité réelle de ce droit. 
Une inconstitution peut se dérouler à condition que les deux conseils se mettent d’accord pour violer un article de la constitution. Or ces deux conseils sont construits dès les fondements par opposition : le pouvoir de l’un délimite celui de l’autre. Une telle connivence serait quasiment impossible.